# Oscar Orbos
Oscar Orbos (Bani, 28 januari 1951) is een Filipijns jurist, politicus en televisiepresentator.

## Biografie
Oscar Orbos werd geboren op 28 januari 1951 in Bani in de Filipijnse provincie Pangasinan. Zijn ouders waren Concepcion Munoz en Guillermo Orbos. Hij behaalde in 1971 een Bachelor-diploma economie aan de University of the Philippines. Vier jaar later voltooide Orbos een bachelor-opleiding rechten. Na zijn afstuderen was Orbos werkzaam als jurist bij het advocatenkantoor van Paredes, Poblador, Nazareno, Azada & Tomacruz. Nadat hij het jaar erop slaagde hij voor het toelatingsexamen voor de Filipijnse balie werd hij er advocaat. Van 1980 tot 1982 was Orbos advocaat-partner.
In 1987 werd Robos, bij de eerste verkiezingen voor het Filipijns Congres sinds de invoering van de nieuwe Filipijnse Grondwet namens het 1e kiesdistrict van Pangsasinan gekozen tot lid van het Filipijns Huis van Afgevaardigden. Voor zijn werk als afgevaardigde kreeg hij een onderscheiding als een van de meest actieve leden van het Huis van Afgevaardigden en was hij een van de Ten Outstanding Young Men (TOYM). Op 4 januari 1990 werd Orbos door president Corazon Aquino benoemd tot minister van Transport en Communicatie. Gedurende dat jaar als minister was hij onder meer verantwoordelijk voor invoering van de gele baan voor bussen op vier tot zesbaans wegen. Op 21 december 1990 werd hij door Aquino benoemd tot Executive Secretary, de hoogste functionaris van het Malacañang Palace en vanwege de nauwe samenwerking met de president een van de belangrijkste kabinetsposten in de Filipijnen.
In juli 1991 nam Orbos ontslag. Hij was enige tijd medepresentator van het televisieprogramma Firing Line, een talkshow van GMA Network met Teodoro Aquino. In 1992 werd Orbos namens het 1e kiesdistrict van Pangsasinan opnieuw gekozen tot lid van het Filipijns Huis van Afgevaardigden. Ook voerde hij actief campagne voor provinciegenoot en presidentskandidaat Fidel Ramos. Na afloop van zijn tweede termijn als afgevaardigde stelde hij zich bij de verkiezingen van 1995 verkiesbaar als gouverneur van de provincie Pangasinan.
Bij de verkiezingen van 1998 deed Orbos mee aan de vicepresidentsverkiezingen als running mate van presidentskandidaat Renato de Villa. Beiden slaagden er echter niet in om te worden gekozen. Orbos eindigde met 13% van de stemmen op de derde plek achter winnaar Gloria Macapagal-Arroyo. Later dat jaar accepteerde hij een aanbod van GMA Network om samen met Winnie Monsod een debatprogramma te presenteren. Het programma Debate with Mare at Pare kreeg hoge waarderingscijfers en werd uitgezonden van 1998 tot 2006.
Orbos trouwde met Rosita Sioson en kreeg met haar drie kinderen. Zijn broer Jerry Orbos is een bekende priester en columnist.